# Carcelia nigrantennata
Carcelia nigrantennata là một loài ruồi trong họ Tachinidae.